# Treilles-en-Gâtinais
Treilles-en-Gâtinais és un municipi francès, situat al departament del Loiret i a la regió de Centre – Vall del Loira. L'any 2007 tenia 292 habitants.

## Demografia

### Població
El 2007 la població de fet de Treilles-en-Gâtinais era de 292 persones. Hi havia 120 famílies, de les quals 32 eren unipersonals (8 homes vivint sols i 24 dones vivint soles), 32 parelles sense fills, 44 parelles amb fills i 12 famílies monoparentals amb fills.
La població ha evolucionat segons el següent gràfic:
Habitants censats

### Habitatges
El 2007 hi havia 156 habitatges, 118 eren l'habitatge principal de la família, 22 eren segones residències i 16 estaven desocupats. Tots els 156 habitatges eren cases. Dels 118 habitatges principals, 104 estaven ocupats pels seus propietaris, 12 estaven llogats i ocupats pels llogaters i 2 estaven cedits a títol gratuït; 2 tenien dues cambres, 17 en tenien tres, 35 en tenien quatre i 64 en tenien cinc o més. 99 habitatges disposaven pel capbaix d'una plaça de pàrquing. A 47 habitatges hi havia un automòbil i a 63 n'hi havia dos o més.

### Piràmide de població
La piràmide de població per edats i sexe el 2009 era:
| Homes | Edats   | Dones |
| ----- | ------- | ----- |
| 0     | 95 o +  | 0     |
| 0     | 90 a 94 | 0     |
| 0     | 85 a 89 | 4     |
| 4     | 80 a 84 | 0     |
| 8     | 75 a 79 | 8     |
| 8     | 70 a 74 | 12    |
| 16    | 65 a 69 | 8     |
| 8     | 60 a 64 | 8     |
| 0     | 55 a 59 | 4     |
| 8     | 50 a 54 | 8     |
| 20    | 45 a 49 | 12    |
| 4     | 40 a 44 | 4     |
| 16    | 35 a 39 | 16    |
| 16    | 30 a 34 | 4     |
| 0     | 25 a 29 | 16    |
| 4     | 20 a 24 | 4     |
| 0     | 15 a 19 | 20    |
| 8     | 10 a 14 | 20    |
| 8     | 5 a 9   | 12    |
| 4     | 0 a 4   | 16    |

## Economia
El 2007 la població en edat de treballar era de 191 persones, 151 eren actives i 40 eren inactives. De les 151 persones actives 144 estaven ocupades (79 homes i 65 dones) i 7 estaven aturades (5 homes i 2 dones). De les 40 persones inactives 13 estaven jubilades, 14 estaven estudiant i 13 estaven classificades com a «altres inactius».

### Ingressos
El 2009 a Treilles-en-Gâtinais hi havia 127 unitats fiscals que integraven 302 persones, la mediana anual d'ingressos fiscals per persona era de 21.445,5 €.

### Activitats econòmiques
Dels 16 establiments que hi havia el 2007, 1 era d'una empresa de fabricació d'altres productes industrials, 5 d'empreses de construcció, 2 d'empreses de comerç i reparació d'automòbils, 1 d'una empresa de transport, 4 d'empreses de serveis i 3 d'empreses classificades com a «altres activitats de serveis».
Dels 5 establiments de servei als particulars que hi havia el 2009, 1 era un paleta, 2 empreses de construcció i 2 perruqueries.
L'any 2000 a Treilles-en-Gâtinais hi havia 14 explotacions agrícoles.

## Equipaments sanitaris i escolars
El 2009 hi havia una escola elemental integrada dins d'un grup escolar amb les comunes properes formant una escola dispersa.

## Poblacions més properes
El següent diagrama mostra les poblacions més properes.